# Monacos Grand Prix 2021
Monacos Grand Prix 2021 (officielt navn: Formula 1 Grand Prix de Monaco 2021) var et Formel 1-løb, som blev kørt den 23. maj 2021 på gadebanen Circuit de Monaco i Monaco. Det var det femte løb i Formel 1-sæsonen 2021, og 78. gang Monacos Grand Prix blev arrangeret.

## Kvalifikation
| Pos.               | Nr. | Kører              | Konstruktør           | Del 1     | Del 2    | Del 3    | Grid |
| ------------------ | --- | ------------------ | --------------------- | --------- | -------- | -------- | ---- |
| 1                  | 16  | Charles Leclerc    | Ferrari               | 1.11,113  | 1.10,597 | 1.10,346 | 1    |
| 2                  | 33  | Max Verstappen     | Red Bull Racing-Honda | 1.11,124  | 1.10,650 | 1.10,576 | 2    |
| 3                  | 77  | Valtteri Bottas    | Mercedes              | 1.10,938  | 1.10,695 | 1.10,601 | 3    |
| 4                  | 55  | Carlos Sainz, Jr.  | Ferrari               | 1.11,324  | 1.10,806 | 1.10,611 | 4    |
| 5                  | 4   | Lando Norris       | McLaren-Mercedes      | 1.11,321  | 1.11,031 | 1.10,620 | 5    |
| 6                  | 10  | Pierre Gasly       | AlphaTauri-Honda      | 1.11,560  | 1.11,179 | 1.10,900 | 6    |
| 7                  | 44  | Lewis Hamilton     | Mercedes              | 1.11,622  | 1.11,116 | 1.11,095 | 7    |
| 8                  | 5   | Sebastian Vettel   | Aston Martin-Mercedes | 1.12,078  | 1.11,309 | 1.11,419 | 8    |
| 9                  | 11  | Sergio Pérez       | Red Bull Racing-Honda | 1.11,644  | 1.11,019 | 1.11,573 | 9    |
| 10                 | 99  | Antonio Giovinazzi | Alfa Romeo-Ferrari    | 1.11,658  | 1.11,409 | 1.11,779 | 10   |
| 11                 | 31  | Esteban Ocon       | Alpine-Renault        | 1.11,740  | 1.11,486 | N/A      | 11   |
| 12                 | 3   | Daniel Ricciardo   | McLaren-Mercedes      | 1.11,747  | 1.11,598 | N/A      | 12   |
| 13                 | 18  | Lance Stroll       | Aston Martin-Mercedes | 1.11,979  | 1.11,600 | N/A      | 13   |
| 14                 | 7   | Kimi Räikkönen     | Alfa Romeo-Ferrari    | 1.11,899  | 1.11,642 | N/A      | 14   |
| 15                 | 63  | George Russell     | Williams-Mercedes     | 1.12,016  | 1.11,830 | N/A      | 15   |
| 16                 | 22  | Yuki Tsunoda       | AlphaTauri-Honda      | 1.12,096  | N/A      | N/A      | 16   |
| 17                 | 14  | Fernando Alonso    | Alpine-Renault        | 1.12,205  | N/A      | N/A      | 17   |
| 18                 | 6   | Nicholas Latifi    | Williams-Mercedes     | 1.12,366  | N/A      | N/A      | 18   |
| 19                 | 9   | Nikita Masepin     | Haas-Ferrari          | 1.12,958  | N/A      | N/A      | 19   |
| 107%-tid: 1.15,903 |     |                    |                       |           |          |          |      |
| —                  | 47  | Mick Schumacher    | Haas-Ferrari          | Ingen tid | N/A      | N/A      | 201  |
| Kilde:             |     |                    |                       |           |          |          |      |

Noter:
↑1 - Mick Schumacher satte ikke en tid på grund af et uheld i den tredje træning. Han blev givet en 5-plads straf for at skulle erstatte gearkassen i sin bil. Denne straf gjorde dog ingen forskel, da han skulle starte bagerst alligevel.

## Resultat
| Pos.                                                               | Nr. | Kører              | Konstruktør           | Omgange | Tid/Udgået  | Startpos. | Point |
| ------------------------------------------------------------------ | --- | ------------------ | --------------------- | ------- | ----------- | --------- | ----- |
| 1                                                                  | 33  | Max Verstappen     | Red Bull Racing-Honda | 78      | 1:38.56,820 | 2         | 25    |
| 2                                                                  | 55  | Carlos Sainz, Jr.  | Ferrari               | 78      | +8,968      | 4         | 18    |
| 3                                                                  | 4   | Lando Norris       | McLaren-Mercedes      | 78      | +19,427     | 5         | 15    |
| 4                                                                  | 11  | Sergio Pérez       | Red Bull Racing-Honda | 78      | +20,490     | 9         | 12    |
| 5                                                                  | 5   | Sebastian Vettel   | Aston Martin-Mercedes | 78      | +52,591     | 8         | 10    |
| 6                                                                  | 10  | Pierre Gasly       | AlphaTauri-Honda      | 78      | +53,896     | 6         | 8     |
| 7                                                                  | 44  | Lewis Hamilton     | Mercedes              | 78      | +1.08,231   | 7         | 71    |
| 8                                                                  | 18  | Lance Stroll       | Aston Martin-Mercedes | 77      | +1 omgang   | 13        | 4     |
| 9                                                                  | 31  | Esteban Ocon       | Alpine-Renault        | 77      | +1 omgang   | 11        | 2     |
| 10                                                                 | 99  | Antonio Giovinazzi | Alfa Romeo-Ferrari    | 77      | +1 omgang   | 10        | 1     |
| 11                                                                 | 7   | Kimi Räikkönen     | Alfa Romeo-Ferrari    | 77      | +1 omgang   | 14        |       |
| 12                                                                 | 3   | Daniel Ricciardo   | McLaren-Mercedes      | 77      | +1 omgang   | 12        |       |
| 13                                                                 | 14  | Fernando Alonso    | Alpine-Renault        | 77      | +1 omgang   | 17        |       |
| 14                                                                 | 63  | George Russell     | Williams-Mercedes     | 77      | +1 omgang   | 15        |       |
| 15                                                                 | 6   | Nicholas Latifi    | Williams-Mercedes     | 77      | +1 omgang   | 18        |       |
| 16                                                                 | 22  | Yuki Tsunoda       | AlphaTauri-Honda      | 77      | +1 omgang   | 16        |       |
| 17                                                                 | 9   | Nikita Masepin     | Haas-Ferrari          | 75      | +3 omgange  | 19        |       |
| 18                                                                 | 47  | Mick Schumacher    | Haas-Ferrari          | 75      | +3 omgange  | 20        |       |
| Ret                                                                | 77  | Valtteri Bottas    | Mercedes              | 29      | Hjulmøtrik  | 3         |       |
| DNS                                                                | 16  | Charles Leclerc    | Ferrari               | 0       | Gearkasse   | —2        |       |
| Hurtigste omgang: Lewis Hamilton (Mercedes) - 1.12,909 (omgang 69) |     |                    |                       |         |             |           |       |
| Kilde:                                                             |     |                    |                       |         |             |           |       |

Noter:
↑1 - Inkluderer point for hurtigste omgang.
↑2 - Charles Leclerc startede ikke ræset på grund af et problem med bilen, som resultat af et uheld i kvalifikationen. Hans plads på griddet forblev tomt ved ræsstarten.

## Stilling i mesterskaberne efter løbet
| Pos. | Kører           | Point |
| ---- | --------------- | ----- |
| 1    | Max Verstappen  | 105   |
| 2    | Lewis Hamilton  | 101   |
| 3    | Lando Norris    | 56    |
| 4    | Valtteri Bottas | 47    |
| 5    | Sergio Pérez    | 44    |

| Pos. | Konstruktør           | Point |
| ---- | --------------------- | ----- |
| 1    | Red Bull-Honda        | 149   |
| 2    | Mercedes              | 148   |
| 3    | McLaren-Mercedes      | 80    |
| 4    | Ferrari               | 78    |
| 5    | Aston Martin-Mercedes | 19    |